# Evangelische Kirche (Eibach)

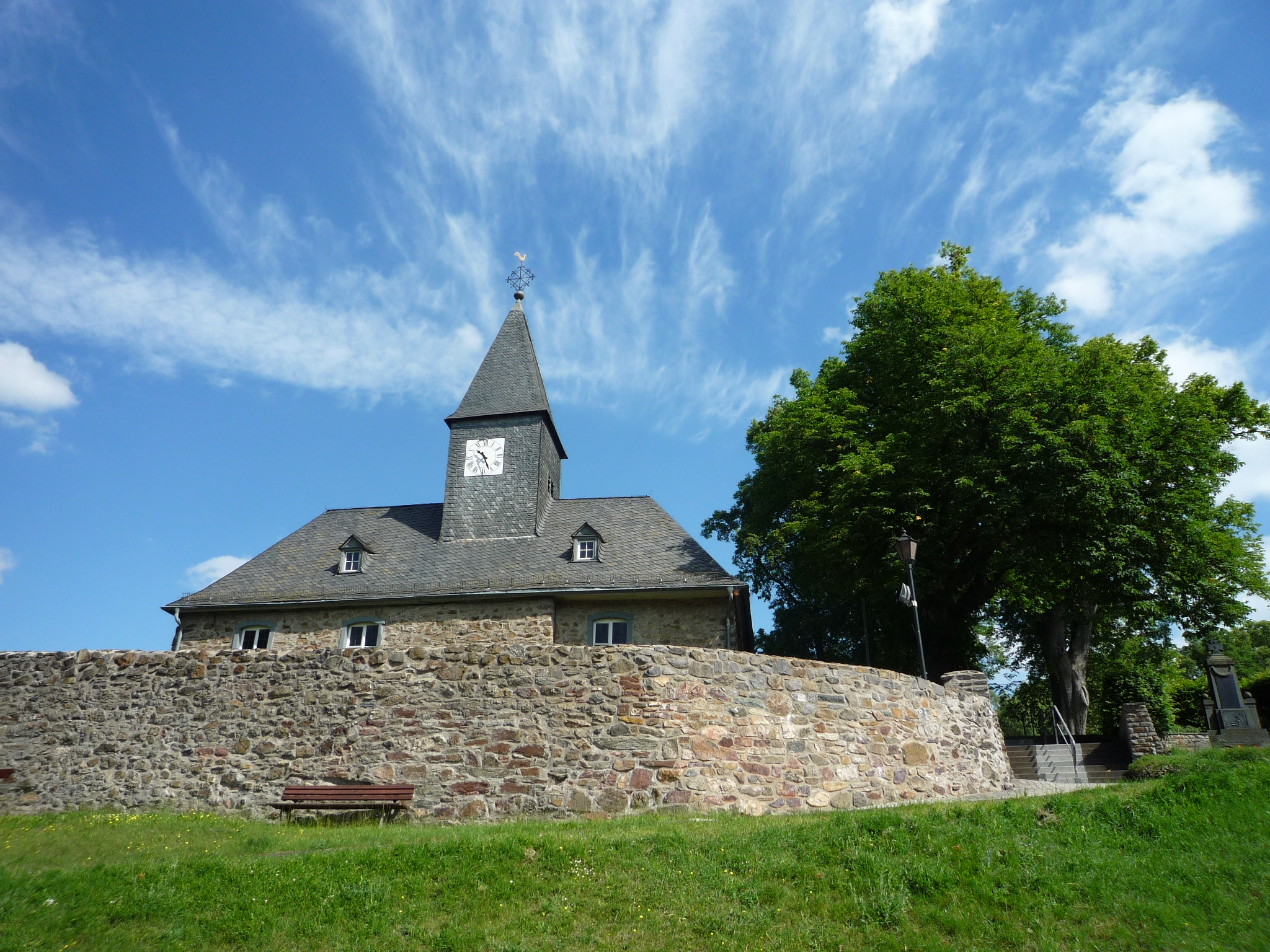
Evangelische Kirche Eibach

Die Evangelische Kirche Eibach ist ein denkmalgeschütztes Kirchengebäude, das in Eibach steht, einem Ortsteil der Gemeinde Dillenburg im Lahn-Dill-Kreis (Hessen). Die selbständige Kirchengemeinde gehört zum Dekanat an der Dill in der Propstei Nord-Nassau der Evangelischen Kirche in Hessen und Nassau.

## Geschichte
Bis zum 13. Jahrhundert hatte Eibach kirchlich zu Herborn gehört. Eine Pfarrkirche ist seit 1434 belegt. Sie war dem heiligen Antonius geweiht. 1533 führte Graf Wilhelm von Nassau-Dillenburg in seinem Land die Reformation ein. Eibach wurde damit lutherisch. Unter Johann VI. wechselte das Land zur reformierten Konfession.
Kurz vor der Einführung der Reformation verlor das kleine Kirchspiel 1531 seine Eigenständigkeit und wurde dem Dillenburger Kirchspiel eingegliedert und von einem der beiden dortigen Pfarrer betreut. Zwischen 1967, als die Kirchengemeinde selbständig wurde, und 2019 bestand eine Kooperation mit der Kirchengemeinde Nanzenbach. Seit einer Neueinteilung der Pfarrbezirke 2020 teilt sich Eibach eine Pfarrstelle mit Oberscheld. Ab 2024 arbeitet die Kirchengemeinde im neu gegründeten Nachbarschaftsraum „Rund um den Wilhelmsturm“ mit den Kirchengemeinden Dillenburg, Donsbach, Oberscheld, Nanzenbach, Niederscheld und Sechshelden zusammen. Das gemeinsame Gemeindebüro für Eibach, Nanzenbach, Oberscheld und Niederscheld  befindet sich in Niederscheld.

## Beschreibung
Die Saalkirche aus Bruchsteinen stammt aus dem 17. Jahrhundert. Vom landesherrlichen Kirchenregiment erhielt die Gemeinde 1783 den Auftrag, ein neues Gotteshaus zu bauen. Die Kirche wurde unter Wiederverwendung des Mauerwerks neu errichtet und nach Westen verlängert. Das Kirchenschiff und der leicht eingezogene Chor sind gemeinsam mit einem Walmdach bedeckt, aus dessen Mitte sich ein Dachreiter erhebt, der mit einem Pyramidendach bedeckt ist. 1972 entstand nach Norden ein Erweiterungsbau an den Chor. Hierzu musste die dreiseitige Empore im Norden verkürzt werden. 
Zur Kirchenausstattung gehören der Altar von 1842 und die Kanzel aus der Zeit der Renaissance. In den 1960er Jahren wurden im Dachreiter eine Turmuhr mit zwei Zifferblättern eingebaut. Ferner wurde eine weitere Kirchenglocke aufgehängt. Außerdem wurde eine Orgel angeschafft. Die  Bleiglasfenster von 1983 gestaltete Andreas Felger.